# Un tranvía llamado Deseo (película de 1995)
A Streetcar Named Desire (Un tranvía llamado Deseo), es una película dramática estadounidense hecha para televisión en 1995 dirigida por Glenn Jordan y protagonizada por Alec Baldwin, Jessica Lange, John Goodman y Diane Lane, que se emitió por primera vez en CBS Television. Basado en la obra de 1947 de Tennessee Williams, sigue una adaptación de 1951 protagonizada por Marlon Brando y una adaptación televisiva de 1984. La película fue adaptada de una nueva versión de la obra en Broadway en 1992, también protagonizada por Baldwin y Lange.

## Elenco
- Alec Baldwin como Stanley Kowalski.
- Jessica Lange como Blanche DuBois.
- John Goodman como Harold 'Mitch' Mitchell.
- Diane Lane como Stella Kowalski.
- Frederick Coffin como Steve.
- Carlos Gómez como Pablo.
- Jerry Hardin como El doctor.
- Patricia Herd como La matrona.
- Matt Keeslar como coleccionista.
- Tina Lifford como el vecino
- Rondi Reed como Eunice.
- Carmen Zapata como vendedora de flores.

## Premios
En 1996, Jessica Lange ganó el Globo de Oro a la Mejor Actriz por su actuación en esta película. Fue nominado para varios otros premios, incluidos cuatro premios Emmy.